# اعتلال العقد اللمفية الأربي
```

```

اعْتِلال العُقد اللمْفِيّة الأُرْبيّ يُسَببٌ تَضُخم الغدد الليمفيّة في منطقة الفخذ، يُمكن أنْ يكون أحَد أَعراض الامراض المُعْدِيّة أو الوَرَميّة. تشمل مُسَببات الأَمراض المُعدية السل، وفيروس نَقص المَناعة البشرية، والاعتلال اللمفاوي غير النوعي أو الّتفاعل المُرافِق لعدوى الأطراف السفلية أو التهابات الفخذ. سَبَبٌ آخرٌ مُعدي بارز هو الدَّبل المناخي، وهو عَدوى تنتقلُ عن طَريقِ الاتصالِ الجِنسي من خلال الجهاز اللمفاوي. تشمل المُسَبِابت الوَرَميّة كلاً من سرطان الغُدد اللمفاويّة، وسرطان الدم، بالإضافة إلى الأَمْراضِ الانتقالية من الأورام الأولية في الطرفِ السّفلي، ومن الأعضاء التناسلية الظّاهرة، أومن منطقة حول الشّرج، والميلانوما.

## قراءات إضافية
- Principles and Practice of Infectious Diseases (بالإنجليزية). Elsevier Health Sciences. 2014. ISBN:9781455748013. Archived from the original on 2023-02-21. Retrieved 2017-12-21.